# الفسيولوجيا المرضية لانفخاخ العصب
يتضمن انفخاخ العصب (بالإنجليزية: Nerve entrapment)‏ سلسلة من التغيرات الفسيولوجية الناجمة عن الضغط والتوتر. بعض هذه التغيرات لا رجعة فيها. يحدد حجم ومدة القوى مدى الإصابة. في الإصابة الحاد، تعيق الإصابة الميكانيكية والانسدادات الأيضية وظيفة العصب. في الإصابة المزمنة، هناك سلسلة من التغيرات تبدأ بانهيار حاجز الدم العصبي، يليه وذمة مع تغيرات في النسيج الضام، يليه إزالة الميالين المنتشرة، وأخيرًا يتبعها انتهاك المحور العصبي. غالبًا ما تكون الإصابة آفة مختلطة حيث يكون الضغط الخفيف/المتوسط مزيجًا من الانسداد الأيضي وتعذر الأداء العصبي، بينما يجمع الضغط الشديد بين عناصر تعذر الأداء العصبي وانتهاك المحور العصبي.

## تشريح العصب الطرفي

### الخلايا العصبية
تتكون الخلايا العصبية من جسم خلية صغير وجزء طويل جدًا يسمى المحور العصبي. يوجد جسم الخلية في النخاع الشوكي ويمتد المحور العصبي حتى موضع التعصيب للعصب. يمكن أن يزيد طول محاور الأعصاب الطرفية عن 100 سم حيث قد تحتاج إلى السير على طول الطرف بالكامل للوصول إلى موضع التعصيب الخاص بها، بينما يبلغ طول جسم الخلية 100 ميكرومتر فقط قد تكون الأعصاب مغلفة بالميالين أو غير مغلفة بالميالين. تحتوي الأعصاب المغلفة بالميالين على محور عصبي مغطى بأجزاء من خلايا شوان، وهي قصيرة وملفوفة بشكل مركزي حول قطر المحور لإعطاء مظهر كتلة تشبه النقانق وتسمى غمد الميالين. تُرتَّب خلايا شوان في نمط بحيث تكون جميع أجزاء المحور مغلفة بخلايا شوان وتكون خلايا شوان المتعاقبة مفصولة بمسافة صغيرة جدًا. تسمى فجوة الفصل هذه عقدة رانفييه. الأعصاب غير المغلفة بالميالين محاطة أيضًا بخلايا شوان ولكن خلايا شوان لا تلتف حول المحور العصبي عدة مرات لتكوين غمد الميالين.

### الألياف العصبية
تُحاط محاور الخلايا العصبية بطبقات مختلفة من النسيج الضام، وتُجمع معًا في بنية تُسمى ليفًا عصبيًا. توجد طبقة نسيجية على سطح الليف العصبي تُسمى الغلاف العصبي، أو أحيانًا الغلاف العصبي الخارجي. يوجد داخل الغلاف العصبي مطرس نسيج ضام يُسمى الغلاف العصبي الداخلي وحُزم. يعمل الغلاف العصبي الداخلي كوسادة ناعمة للحُزم. قد تحتوي الألياف العصبية على عدد متغير من الحُزم، ولكن سيكون هناك واحدة على الأقل (وإلا لما كانت هناك خلايا عصبية). تُحاط الحُزم بطبقة نسيجية تُسمى ظهارة الحزمة العصبية وهي غمد واقٍ يعمل كحاجز. يوجد داخل الحُزم غمد الليف العصبي وهو مطرس نسيجي يشبه الغلاف العصبي الداخلي والخلايا العصبية. يحتوي غمد الليف العصبي على العديد من الشعيرات الدموية الصغيرة (الأوعية الدموية الدقيقة داخل العصب) التي تُغذي الأعصاب نفسها مباشرةً. تحتوي هذه الشعيرات الدموية على تقاطعات ضيقة لمنع التدفق الحر للمواد بين الخلايا، وبدلاً من ذلك تتطلب مرور المواد عبر الخلايا البطانية.

### حاجز الدم العصبي
يشبه حاجز الدم العصبي المحيطي حاجز الدم الدماغي. يُنشئ حاجز الدم العصبي بيئة مستقرة ومميزة مثله مثل حاجز الدم الدماغي حيث يمنع مرور بعض المواد بسبب الوصلات الضيقة. يتكون حاجز الدم العصبي من الخلايا الداخلية لغمد الليف العصبي والخلايا البطانية للأوعية الدموية الدقيقة التي ضمن غمد الليف العصبي.

## القوى الفيزيائية التي تسبب الاحتجاز
يحدث انفخاخ العصب بشكل رئيسي نتيجة قوتين فيزيائيتين تؤثران على الأنسجة الرخوة: الضغط والشد. يكبس الضغط على العصب ويؤثر على بيئته الدقيقة المحلية، وهو ما يحدث عادةً في الأنفاق التشريحية. التوتر هو قوة جذب، غالبًا ما يحدث نتيجة التندب الذي يعيق حركة الأعصاب أثناء حركات الأطراف. يمكن لحجم ومدة هذه القوى أن يحددا مدى الإصابة.

### ضغط
يمكن للضغط أن يُعيق أو يُوقف الدورة الدموية الدقيقة للعصب، مُسببًا سلسلةً مرضيةً فيزيولوجية. يُدفع الدم عبر الشرايين/الشرايين الصغيرة/الشعيرات الدموية مع نبض القلب. كما ينتقل الدم عبر الأوردة، وإن كان بشكل سلبي أكثر عبر الصمامات وبمساعدة العضلات التي تضغط على الأوردة. فإذا كان الضغط الموضعي مرتفعًا بما يكفي فقد يُعيق التدفق الطبيعي للدم.
لكي يؤثر الضغط على وظيفة العصب، يجب أن يكون الضغط غير مُنتظم. على سبيل المثال، تستطيع الضفادع البقاء على قيد الحياة في غرف ضغط معزولة عند ضغوط عالية، لكن الضغط الموضعي المنخفض جدًا قد يُعيق توصيل العصب. يستطيع غواصو السكوبا الغوص إلى عمق عشرات الأمتار دون التعرض لأي شكل من أشكال الضغط على العصب، لكن الضغط نفسه الذي يتعرض له الغواصون تحت متر واحد من الماء (الضغط تحت متر واحد من الماء يتراوح بين 10 كيلو باسكال و80 ملم زئبق) عند تطبيقه موضعيًا قد يُوقف وظيفة العصب بشكل كلي.
يزداد احتمال حدوث الضغط بشكل خاص في الأنفاق التشريحية أو الفراغات الليفية العظمية، حيث قد يتعارض ذلك مع مقدار المساحة الحرة المتاحة وحجم محتوياتها. إذا ضاق النفق أو تمدد، فسيزداد الضغط. من أمثلة الأنفاق: النفق الرسغي والنفق الكاحلي [الإنجليزية] والنفق المرفقي. يحدث الضغط أحيانًا في مناطق لا تُعتبر أنفاقًا، حيث يمر العصب بين نوعين من الأنسجة أكثر صلابة ميكانيكيًا، مما قد يضغط على العصب اللين أو يكبس عليه. من الأمثلة: العصب الجلدي الفخذي الجانبي عند الرباط الإربي، والأعصاب الوتدية الوسطى [الإنجليزية] عند الرباط العجزي الحرقفي الخلفي الطويل. قد يكون الضغط ديناميكيًا، حيث قد يحدث فقط أثناء أنشطة ووضعيات معينة. غالبًا ما يُصاب المرضى باعتلال الجذور الوركي عند الجلوس وليس الوقوف في متلازمة الألوية العميقة.
أظهرت الدراسات التي أُجريت على الضغط ووظيفة الأعصاب وجود علاقة بين الجرعة والمدة. أي أن الضغوط الأعلى والمدة الأطول ترتبطان باختلال وظيفي أكبر. ومع ذلك، حتى فترات الضغط القصيرة والمتكررة قد تُلحق الضرر أيضًا بالبيئة الدقيقة للعصب. يبدأ مقدار الضغط اللازم لإحداث خلل في وظيفة العصب عند حوالي 20 مم زئبق، حيث ينخفض تدفق الدم الوريدي فوق العصبي. عند 30 مم زئبق، يضعف النقل المحوري التقدمي والرجعي. بين 30-50 مم زئبق، عادةً ما تحدث تغيرات في تدفق الدم داخل العصب والنقل المحوري ونفاذية الأوعية الدموية في آن واحد. وعند 80 مم زئبق، يتوقف تدفق الدم داخل العصب تمامًا، مما يؤدي إلى انسداد أيضي كامل. إن مقدار الضغط اللازم لتعطيل تدفق الدم داخل العصب ليس ضغطًا مطلقًا، بل هو دالة على ضغط الدم الشرياني وضغط التروية. يتمتع المرضى الذين يعانون من ارتفاع ضغط الدم بحماية نسبية من آثار انحباس العصب من خلال حاجتهم إلى ضغوط أعلى لإيقاف تدفق الدم داخل العصب. إذا عولج نفس هؤلاء المرضى بنجاح من ارتفاع ضغط الدم فقد تظهر عليهم أعراض لو يعانون من شكل كامن تحت الإكلينيكي (سريري) من ضغط الأعصاب.

### توتر
تنزلق الأعصاب الطرفية بشكل متكرر أثناء حركة الأطراف. على سبيل المثال، يمكن أن تتحرك الضفيرة العضدية حتى 50 مم مع اختطاف وتقريب الكتف. يتحرك العصبان المتوسط/الزندي 7.3 مم و9.8 مم أثناء ثني ومد الكوع. ويتحرك العصب المتوسط 9.6 مم مع ثني ومد الرسغ. تنطبق هذه الحركة العصبية أيضًا على الأعصاب الشوكية، التي يمكن أن تتمدد وترتخي مع حركة العمود الفقري. يحدث انزلاق العصب هذا على مستويات الأنسجة داخل العصب وخارجه. حيث تحيط به طبقة رقيقة من الأنسجة خارج العصب تشبه الغلالة البرينية الذي ينزلق عليه السطح فوق العصبي. ويمكن أن تنزلق الحزم على بعضها البعض داخل العصب.
يمكن أن يؤدي تثبيط الانزلاق الطبيعي على هذه المستويات النسيجية إلى إصابات تمدد متكررة أثناء الحركات. وجدت الدراسات التي أجريت على الأعصاب الوركية في الأرانب أنه حتى التمدد الحاد بنسبة 6% يمكن أن يؤدي إلى ضعف كبير مع التعافي، ويمكن أن يؤدي التمدد الحاد بنسبة 12% إلى ضعف كامل وعدم التعافي الفوري. يربط التصاق واحد العصب في اتجاهين - بين جذر النخاع الشوكي والالتصاق، وبين الالتصاق والفروع الطرفية. تؤدي هذه الإصابات إلى الوذمة والتليف، ليس فقط في العصب، بل أيضًا في الأنسجة المحيطة التي تلامس العصب، مما قد يعيق انزلاق العصب الطبيعي في حلقة مفرغة.
تكوين نسيج ندبي يلتصق بمستويات أنسجة منفصلة هي الآلية الأكثر شيوعًا لضعف انزلاق العصب. ليس من الواضح دائمًا كيف يتشكل النسيج الندبي الأولي، ولكن بمجرد تشكله، يكون هناك مسار واضح لتكوين المزيد من النسيج الندبي - يمكن أن تسبب الحركة إصابات تمدد في مرفقات الأنسجة الرخوة للالتصاق، مما يؤدي إلى الوذمة والتليف الإضافي في فراش العصب، وربما يمتد داخل العصب نفسه. في متلازمة الألوية العميقة، تُعد مشكلة الندبة السبب الأكثر شيوعًا لانفخاخ العصب الوركي.

## سبب المرض
الفيزيولوجيا المرضية للانفخاخ معقدة لأن الأنسجة العصبية تحتوي على العديد من المكونات (مثل المحور العصبي والمايلين والبطانة الداخلية والعجان والبطانة والأوعية الدموية وإلخ) التي قد تستجيب بشكل مختلف للضغوطات المختلفة التي تؤثر على وظيفة العصب. تبدأ الآلية الكامنة للإصابة عادةً بانقطاعات في الإمداد الوعائي. ينطوي كل من الشكلين الحاد والمزمن لانفخاخ العصب على تغيرات أولية في بيئة الدورة الدموية الدقيقة. في النموذج الحاد، يكون تسلسل الأحداث عادةً انقطاعًا في إمداد الدم يليه انسداد أيضي مع توقف العصب عن العمل. أما في النموذج المزمن، فيكون تسلسل الأحداث هو انهيار في حاجز الدم العصبي، يليه وذمة العصب الداخلي وتليف النسيج الضام، يليه إزالة الميالين، وأخيرًا انقسام المحور العصبي.

### الضغط الحاد

#### إصابة ميكانيكية
يمكن للضغط المباشر أن يُشوّه بنية العصب جسديًا. يمكن للضغط الموضعي أن يُحدث إزاحة ثنائية الاتجاه للأنسجة العصبية بعيدًا عن منطقة الضغط عن طريق سحقها للخارج. وقد كشفت الدراسات التي استخدمت كُفَّة لضغط العصب أن الإصابات المبكرة والأكثر شدة تحدث عند حافة الكُمَّة، ويُطلق على ذلك "تأثير الحافة". ويُعتقد أن الأساس المادي لتأثير الحافة هو تدرج الضغط الذي يُشوّه الأنسجة العصبية ثم يُصيبها، ويكون تدرج الضغط في أعلى مستوياته عند الحواف. تنزاح الأوعية الدموية والألياف العصبية داخل العصب طوليًا بفعل إجهاد القص على المستوى المجهري. ومن المثير للدهشة أن الألياف العصبية الأصغر حجمًا أكثر مقاومة للضغط من الألياف العصبية الكبيرة.

#### كتلة التمثيل الغذائي
تعتمد وظيفة العصب على إمداده بالدم. قد يؤدي إيقاف أو تثبيط إمداد الدم إلى حرمان الأنسجة العصبية من الأكسجين والعناصر الغذائية الأساسية الأخرى، مما يُسبب انسدادًا أيضيًا، مما يُؤدي إلى عجز العصب عن العمل. يُعد هذا الانسداد مشكلةً فسيولوجيةً بحتةً، حيث لا يتغير تركيب العصب. إذا كان الانسداد الأيضي قصير المدة، فهو قابل للعكس تمامًا دون آثار دائمة. مثال على الإحصار الأيضي هو عندما "ينام" أحد الأطراف (خدر مؤقت وتنمل وضعف) بسبب وضع الطرف الذي يقيد تدفق الدم. يلي نقص التروية بشكل كامل، مثل وضع عاصبة، فرط استثارة ثم فقدان وظيفة العصب لمدة تتراوح بين 60 و90 دقيقة. يكون نقص التروية قابلًا للعكس فورًا عند فك الانسداد، طالما لم تكن مدة نقص التروية طويلة جدًا، مثل ساعة إلى ساعتين.
تظهر أول علامة على ضعف تدفق الدم داخل العصب في الأوعية الدموية فوق العصب عند ضغط يتراوح بين 20 و30 ملم زئبق تقريبًا. عند ضغوط تتراوح بين 60 و80 ملم زئبقي، يحدث نقص تروية بشكل كامل. كما يمكن إحداث انسداد أيضي عن طريق التمدد. في الدراسات التي أُجريت على الحيوانات، لوحظ ركود وريدي عند تمدد بنسبة 8%، وعند تمدد بنسبة 15%، توقف تدفق الدم بشكل كامل.
من الشائع أن يلاحظ المرضى الذين يخضعون لتخفيف الضغط العصبي تحسنًا فوريًا في أعراضهم، ويُعتقد أن هذا هو استعادة تدفق الدم بعد الانسداد الأيضي، حيث تستغرق أشكال أخرى من ضعف الأعصاب الوظيفية، مثل تعذر الأداء العصبي وانتهاك المحور العصبي وقتًا أطول للتعافي.

### الضغط المزمن
كما هو الحال مع الضغط الحاد، يبدأ الضغط المزمن بتضرر الدورة الدموية الدقيقة. وقد حددت دراسات الضغط "مستوى ضغط حرجًا"، والذي يتضرر العصب بشكل ملحوظ عند تجاوزه. يكون هذا المستوى أقل بـ 30 ملم زئبقي من ضغط الدم الانبساطي أو أقل بـ 45 ملم زئبقي من ضغط الدم الانقباضي. ومن المثير للاهتمام أن مرضى ارتفاع ضغط الدم يحتاجون إلى قوى ضغط أكبر لتعطيل الدورة الدموية الدقيقة.

### انهيار حاجز الدم العصبي
الأوعية الدموية داخل الأعصاب شأنها شأن الأوعية الدموية الدقيقة الأخرى في جسم الإنسان، تزيد نفاذيتها استجابةً للإجهاد. خلال فترات طويلة من الإجهاد الأيضي، مثل نقص التروية الناتج عن الضغط تزداد نفاذية الحاجز الدموي العصبي. تُعد هذه الزيادة في نفاذية الحاجز الدموي العصبي أول عرض مرضي يُلاحظ خلال دراسات الضغط.

### الوذمة وتغيرات النسيج الضام
مع انهيار الحاجز الدموي العصبي، ستتمكن البروتينات والخلايا من دخول الحيز العصبي المحيطي والداخلي. تؤدي زيادة النفاذية التي تسمح بدخول المواد إلى عدم وجود جهاز لمفي لتصريف السوائل بجانب زيادة الضغط وقد تُغير البيئة الأيونية. يمكن أن يُسبب الضغط المتزايد في الحيز العصبي المحيطي ما يُسمى بـ"متلازمة الحيز" المُصغّرة، مما يؤدي إلى نقص تروية الخلايا العصبية بعد الصدمة. عند تحفيز الوذمة العصبية المحيطية، يستمر التورم لعدة ساعات حتى يزول الانحباس. على سبيل المثال، بعد 2-8 ساعات من الضغط، يرتفع ضغط السائل العصبي المحيطي بسرعة، وقد يبقى مرتفعًا لمدة 24 ساعة.
ستتمكن الخلايا الليمفاوية والأرومات الليفية والبلعميات أيضًا من عبور الحاجز الدموي العصبي المُنفَذ حديثًا والتفاعل مع المستضدات الموجودة في الحيز العصبي المحيطي مما يُحفز رد فعل التهابي. وكجزء من هذا التفاعل الالتهابي، ستكون هناك رواسب زائدة من الفيبرين (أي التندب). يُلاحظ تليف فوق العصب وسماكة حوله بالتحليل النسيجي. هذا التندب هو تغير لا رجعة فيه مرتبط بانفخاخ العصب. إذا ألحق التندب ضررًا ببيئة الدورة الدموية الدقيقة، فسيكون ضعف تدفق الدم دائمًا. في الحالات التي يستمر فيها الضعف الدائم حتى بعد فك ضغط العصب، يُعتقد أن السبب الفيزيولوجي المرضي يعود إلى تندب واسع على طول العصب وداخله، حيث إن إزالة الميالين وانقسام المحور العصبي قادران على الشفاء بشكل عام، ولكن التندب لا يمكن عكسه.

### إزالة الميالين
بحلول الوقت الذي يصبح فيه انضغاط العصب المزمن عرضًا، يُحتمل أن يكون نسيج الميالين في منطقة الانضغاط قد تضرر، مما يُحفز عملية تُسمى إزالة الميالين. يؤثر هذا فقط على غمد الميالين على المحور العصبي المياليني، بينما يبقى المحور العصبي واستمرارية العصب محفوظة. غالبًا ما يُلاحظ فقدان الميالين بسهولة في العينات النسيجية، حيث تبدو طبقة الميالين المحيطة بالأعصاب الميالينية رقيقة جدًا، مما يُمثل إما المراحل المتأخرة من إزالة الميالين أو المراحل المبكرة من إعادة الميالين.
قد تختلف الأمراض من حزمة إلى أخرى. على سبيل المثال، بدت الحزم المركزية طبيعية في بعض الدراسات، بينما أظهرت الحزم الطرفية ترققًا ملحوظًا في الميالين. لا يؤثر إزالة الميالين على الأعصاب بشكل متساوٍ داخل الحزمة. على سبيل المثال، في المراحل المبكرة، يمكن رؤية إزالة الميالين على حافة الحزم بالقرب من محيط العصب، وفي المراحل المتأخرة، تكون إزالة الميالين منتشرة في كامل الحزمة.
يُعد تلف غمد الميالين للأعصاب إصابة عصبية. يُصنف على أنه تعذر في الأداء العصبي أو إصابة عصبية من النوع الأول وفقًا لتصنيف سندرلاند. يمكن أن يُسبب انسدادًا موضعيًا في التوصيل الكهربائي لمدة تتراوح بين أسابيع وشهور مع نمو أغلفة الميالين مجددًا بافتراض عدم حدوث إصابة جديدة، مما يُطيل فترة التعافي.

### إصابة المحور العصبي
في حالات انفخاخ الأعصاب الشديد، قد تُصاب محاور الأعصاب حتى التدمير. تُعرف إصابة المحور أيضًا باسم انقسام المحور العصبي أو إصابة سندرلاند من النوع الثاني للأعصاب حيث تُحفظ الأنابيب العصبية الداخلية. في حالة إصابة محور عصبي، قد لا يعمل نظام نقل المحور العصبي. ونظرًا لاعتماد المحور العصبي على اتصاله بجسم الخلية، فإن تعطل نقل المحور العصبي سيؤدي إلى موت قطعي للمحور العصبي البعيد عن موقع الإصابة في عملية تُسمى التنكس الواليري. سيؤدي ذلك إلى انسداد بشكل كامل للتوصيل، مما يؤدي إلى ضعف العضلات (العصب الحركي) أو تنميل (العصب الحسي). بشرط عدم تعطل الأنبوب العصبي الداخلي، لا يزال هناك مسار للمحور العصبي في موقع الإصابة لينمو مجددًا، ولكن النمو بطيء جدًا (حوالي 1 مم/يوم). قد يستغرق التعافي شهورًا وغالبًا ما يكون جزئيًا.

## الارتباط السريري
انفخاخ العصب هو آفة معقدة تشمل أنواعًا متعددة من الأنسجة في حزمة. قد تكون هناك آفات مختلطة، حيث تساهم آفات الأنسجة الفردية في ظهور جميع الأعراض. قد تساهم إصابة الأنسجة في ظهور أعراض إيجابية و/أو سلبية، والتي يمكن أن تُعزى إلى فقدان وظيفة العصب وفرط استثارته. بالإضافة إلى ذلك، قد تتأثر الألياف العصبية بالضغط/الإقفار بشكل مختلف حسب حجمها وموقعها وتضاريسها. لم تُظهر الدراسات التي أُجريت على الأنسجة البشرية علاقة واضحة بين مقدار الضرر الهيكلي الذي يلحق بالعصب ودرجة الأعراض. يمكن أن يعاني المرضى من أعراض شديدة دون حدوث تغيرات في الألياف العصبية.

### الأعراض السلبية
الأعراض السلبية هي تلك التي تؤدي إلى فقدان الوظيفة: ضعف العضلات وضمورها وخدرها وضعف أو غياب ردود الفعل. تُمثل هذه الأعراض انسدادًا في التوصيل العصبي، حيث لا يمكن نقل الإشارات العصبية بشكل كافٍ على طول العصب. تحدث هذه الأعراض تحديدًا بسبب الانسدادات الأيضية وإزالة الميالين وانتهاك المحور العصبي. الانسداد الأيضي هو الحرمان المؤقت من التغذية من إمداد الدم، والذي ينعكس بسهولة إذا استمر نقص التروية لفترة قصيرة. سيتداخل إزالة الميالين مع توصيل الإشارات على طول العصب. سيؤدي انتهاك المحور العصبي إلى انسداد توصيل بشكل كامل، حيث سيدمر التنكس الواليري كل جزء من المحور العصبي البعيد عن الآفة حتى ينمو المحور العصبي بالكامل إلى أبعد نقطة من هدفه العصبي.

### الأعراض الإيجابية
الأعراض الإيجابية هي تلك التي تُكتسب فيها وظيفة: التنميل وزيادة الحساسية والألم وتشنجات العضلات والارتجاف الحزمي. تُمثل هذه الأعراض فرط استثارة العصب، حيث تُرسل إشارة على طوله نتيجة انخفاض عتبة التنشيط، مما يؤدي إلى إشارات تلقائية. يمكن أن يُسبب إزالة الميالين أعراضًا حسية إيجابية، مثل الألم نتيجة زيادة إطلاق الإشارات خارج الجسم. وقد وُجد أن الأنسجة العصبية منزوعة الميالين لديها عتبة تنشيط أقل لإرسال إشارة، وخاصةً للحساسية الميكانيكية (مثل اللمس الخفيف). في حين أن هناك بعض الجدل حول دور تحسس الجهاز العصبي المركزي في اعتلالات الأعصاب المؤلمة الانفخاخية، فإن نجاح إحصار الأعصاب الطرفية يُشير إلى أن هذا الألم العصبي ناتج عن الأعصاب الطرفية.

## درجة إصابة العصب
بما أن معظم حالات انفخاخ العصب لا تؤثر على السلامة الهيكلية لغمد الليف العصبي، أو ظهارة الحزمة العصبية أو الأغلفة العصبية فإن إصابات الأعصاب الناتجة عن انفخاخ العصب ستكون في المقام الأول من النوع الأول أو الثاني وفقًا لتصنيف سندرلاند. ونظرًا لأن انفخاخ العصب قد يترك أعصابًا فردية في مراحل مختلفة من الإصابة، فقد توجد إصابات مختلطة. على سبيل المثال، قد يشهد الانحباس الخفيف/المتوسط تداخلًا كبيرًا بين الانسداد الأيضي وإصابة النوع الأول (تلف غمد الميالين الموضعي). أما الانفخاخ المتوسط/الشديد فقد يشهد إصابات من النوعين الأول والثاني في وقت واحد (تلف غمد الميالين وتلف المحور العصبي).

## متلازمة السحق المزدوج
متلازمة السحق المزدوج هي نظرية لإصابة الأعصاب، اقترحها أبتون وتوماس لأول مرة عام 1972. تُعتبر نظرية السحق المزدوج مثيرة للجدل إلى حد ما، نظرًا للاختلافات حول وجودها والآليات الكامنة التي قد تُسببها. تفترض هذه النظرية أن الوظيفة العصبية تتعطل لأن المحاور العصبية المفردة، التي تُضغط في موقع ما، تكون عرضة لمزيد من الاعتلال العصبي بسبب إصابة في موقع آخر. ويرجع ذلك إلى ضعف آلية النقل المحوري التقدمي، ومع وجود آفات متعددة تُضعف النقل المحوري التقدمي، فإن نظام النقل التقدمي سيتأثر بشكل أكبر في المنطقة البعيدة عن الانحباس الأبعد. استندت هذه النظرية إلى ارتفاع معدل اعتلال الجذور العصبية العنقية لدى مرضى متلازمة النفق الرسغي. من الناحية النظرية، يُشبه هذا وجود عدة مرشحات مياه في نظام ترشيح (واحد للجسيمات الكبيرة وآخر للبكتيريا وإلخ). سيكون الماء أنظف بعد المرشح الأخير مباشرةً، ولكن الترشيح كان بسبب التأثيرات المشتركة للمرشحات المنفصلة. لتعطيل التصفية، يجب إزالة كل المرشحات بدلاً من المرشح الأخير.
تكون بنية الأعصاب الطرفية من جسم خلية صغير عند النخاع الشوكي، ومحور عصبي طويل جدًا يمتد حتى نقطة التعصيب. يتراوح طول هذه الأعصاب بين متر ومتر ونصف (العصب الوركي). تُصنع معظم المواد التي يحتاجها المحور للبقاء في جسم الخلية. يعتمد بقاء المحور على اتصاله بجسم الخلية، مدعومًا بآليات النقل المحوري لنقل المواد الخلوية. يحمل نظام النقل المحوري المواد على طول المحور في كلا الاتجاهين (تقدمي وتراجعي) بسرعات مختلفة (سريعة وبطيئة). يصل معدل النقل السريع إلى 400 مم/يوم، بينما يقل معدل النقل البطيء عن 8 مم/يوم. في حالة الضغط غير الشديد الذي يُسبب انضغاط المحور العصبي (عدم تدميره)، تحافظ المحاور العصبية على سلامتها الهيكلية، ولكنها تُعاني من تدهور في وظيفتها في أنظمة النقل المحوري. وقد وجدت الدراسات أن الضغوط المنخفضة التي تصل إلى 30 مم زئبق يمكن أن تُضعف النقل المحوري.
أشارت نظرية السحق المزدوج في الأصل إلى النقل المحوري التقدمي. على سبيل المثال، طُرِحَت آفة ضغط في العمود الفقري لزيادة احتمالية الإصابة بآفات ضغط أبعد، مثل متلازمة النفق الرسغي. وهناك نظرية تكميلية للسحق المزدوج العكسي، والتي تُشير إلى النقل المحوري التراجعي.

## دور النسيج الندبي
يُعدّ تكوّن النسيج الندبي الواسع سببًا رئيسيًا لانفخاخ العصب، وهو السبب الأكثر شيوعًا في متلازمة الألوية العميقة (انحباس العصب الوركي في الفراغ الألوي العميق). في حين أن مفهوم النسيج الندبي المُسبّب لإصابات الشد مقبول على نطاق واسع، إلا أن دوره أكثر تعقيدًا من مجرد التسبب في إصابات التمدد. النسيج الندبي نفسه كثيف جدًا وقادر على الضغط على العصب من خلال أربطة (مثل حزام الأمان) أو إنشاء نفق ليفي قادر على الضغط على العصب بسبب صلابته. يمكن العثور على النسيج الندبي في جميع طبقات العصب في الحالات المتقدمة، مما يُضعف تدفق الدم والوظائف الأساسية لأنواع مختلفة من الأنسجة. هذا يعني أن النسيج الندبي قوي نسبيًا في قدرته على إصابة الأعصاب. يمكن أن يحدث ذلك من خلال الشد (الوصلات الليفية الوعائية) أو الضغط (الأنفاق الليفية العظمية) أو يمكن أن يرتبط باستجابة التهابية تُصيب الأنسجة (التليف).